# Rouïba
Rouïba of Rouiba (Arabisch: الرويبة) is een stad in Noord-Algerije, gelegen op 22 kilometer ten oosten van Algiers. Bij de volkstelling in 2008 had Rouïba 117.558 inwoners.